# Brachypalpus valgus
Brachypalpus valgus är en tvåvingeart som först beskrevs av Georg Wolfgang Franz Panzer 1798.  Brachypalpus valgus ingår i släktet mulmblomflugor, och familjen blomflugor.
Artens utbredningsområde är Österrike. Inga underarter finns listade i Catalogue of Life.